# Софроний Нистопулос
Софроний (на гръцки: Σωφρόνιος, Софрониос) е гръцки духовник, митрополит на Вселенската патриаршия.

## Биография
Роден е с фамилията Нистопулос (Νηστόπουλος) в Синасос, Кападокия или в Синоп. Завършва Семинарията на Халки в 1878 година. Служи като архидякон в Амасийската митрополия. През август 1886 година е ръкоположен от митрополит Прокопий Мелнишки за свещеник. На 14 август същата година йеродякон Софроний е избран за амисоски епископ. Ръкоположен е в манастира „Свети Георги Кримноски“ на Халки и назначен за викарен епископ на Амасийската митрополия. Ръкополагането е извършено от митрополит Софроний II Амасийски в съслужение с митрополитите Прокопий Берски и Константий Касандрийски.
През февруари 1890 година е избран от Епархийския синод на Солунската митрополия в църквата „Свети Димитър“ за ардамерски епископ на Халкидики. На 18 януари 1901 година е избран за струмишки митрополит. На 19 октомври 1902 година е избран за анкарски митрополит. От 1910 до април 1911, когато е уволнен, е митрополит на Кесарийската епархия. В 1911 година става колонийски митрополит, Понт, в Никополи. На 2 юли 1915 година отказва участието на гърците в арменското въстание в Никополи. Умира в 1917 година. Погребан е в манастира „Света Богородица Каятипи“.